# Hedychium simaoense
Hedychium simaoense är en enhjärtbladig växtart som beskrevs av Y.Y.Qian. Hedychium simaoense ingår i släktet Hedychium och familjen Zingiberaceae. Inga underarter finns listade i Catalogue of Life.